# Coruche
Coruche là một huyện thuộc tỉnh Santarém, Bồ Đào Nha. Huyện này có diện tích 1120 km², dân số thời điểm năm 2001 là 21332 người.